# Lijst van voetbalinterlands Botswana - Mauritius
Deze lijst van voetbalinterlands is een overzicht van alle officiële voetbalwedstrijden tussen de nationale teams van Botswana en Mauritius. De landen speelden tot op heden twee keer tegen elkaar. De eerste ontmoeting, een vriendschappelijke wedstrijd, werd gespeeld in Gaborone op 28 maart 1987. Het laatste duel, een groepswedstrijd tijdens de COSAFA Cup 2018, vond plaats op 1 juni 2018 in Pietersburg (Zuid-Afrika).

## Wedstrijden
| № | Plaats      | Datum         | Competitie        | Wedstrijd            | Uitslag |
| - | ----------- | ------------- | ----------------- | -------------------- | ------- |
| 1 | Gaborone    | 28 maart 1987 | Vriendschappelijk | Botswana − Mauritius | 0 − 0   |
| 2 | Pietersburg | 1 juni 2018   | COSAFA Cup 2018   | Botswana − Mauritius | 6 − 0   |

## Samenvatting
| Competitie        | Totaal gespeeld | Winst Botswana | Gelijk | Winst Mauritius | Doelsaldo Botswana – Mauritius |
| ----------------- | --------------- | -------------- | ------ | --------------- | ------------------------------ |
| COSAFA Cup        | 1               | 1              | 0      | 0               | 6 − 0                          |
| Vriendschappelijk | 1               | 0              | 1      | 0               | 0 − 0                          |
| Totaal            | 2               | 1              | 1      | 0               | 6 − 0                          |

Wedstrijden bepaald door strafschoppen worden, in lijn met de FIFA, als een gelijkspel gerekend.